# フォーリーブス・ヤング・サプライズ 少年たち 〜小さな抵抗〜
『フォーリーブス・ヤング・サプライズ　少年たち 〜小さな抵抗〜』（ - しょうねんたち ちいさなていこう）は、1969年12月5日に発売された、フォーリーブス初のサウンドトラックである。

## 概要
ハイ・ソサエティー、ジューク・ボックス、劇団「天井桟敷」が共演。 
ジャケット撮影：沢渡朔、ジャケットの題字：石原慎太郎、監修：萩原朔美。 作詞陣は寺山修司、高橋睦郎など）

## 収録曲

### LP
- SIDE A

1. ヤング・サプライズ　少年は今何を考える
作・編曲:白鳥八郎
2. なぜっておいらに聞くのかい
作詞:寺山修司／作曲:白野隆一／編曲:白鳥八郎
3. 抵抗のうた
作詞:加味優／作曲・編曲:白鳥八郎
4. ある晴れた朝 
作詞・作曲:江木俊夫／編曲:白鳥八郎
5. ぼくは あそこで
作詞:高橋睦郎／作曲・編曲:中村八大

- SIDE B

1. ここは何処
作詞:高橋睦郎／作曲・編曲:東海林修
2. 脚のないケヤキ
作詞:高橋睦郎／作曲・編曲:東海林修／作品コード:001-7832-2
3. 生と死のあいま - 北公次
作詞:高橋睦郎／作曲・編曲:東海林修
4. あいつのぶんも生きる
作詞:高橋睦郎／作曲・編曲:東海林修
5. 少年たちの歩み -君にこの歌を、なぜっておいらに聞くのかい- (藤田敏雄・寺山修司 作詩/白鳥八郎・白野隆一 作曲/白鳥八郎 編曲)
君にこの歌を - 作詞:藤田敏雄／作曲・編曲:白鳥八郎
なぜっておいらに聞くのかい - 作詞:寺山修司／作曲:白野隆一／編曲:白鳥八郎
  - 注：「なぜっておいらに聞くのかい」を歌っているのは、フォーリーブスではなく劇団「天井桟敷」の役者たち

### CD
1. ヤング･サプライズ　少年は今何を考える
2. なぜっておいらに聞くのかい
3. 抵抗のうた
4. ある晴れた朝
5. ぼくは あそこで
6. ここは何処
7. 脚のないケヤキ
8. 生と死のあいま
9. あいつのぶんも生きる
10. 少年たちの歩み -君にこの歌を、なぜっておいらに聞くのかい-